# Hoff Open
El Aegon Manchester Trophy es un torneo de tenis profesional  jugado en Tierra batida al aire libre. Actualmente forma parte de la Asociación de Tenistas Profesionales (ATP) Challenger Tour. Se celebra anualmente en Rusia, desde 2015.

## Resultados

### Individuales
| Año  | Campeón                 | Finalista   | Resultado |
| ---- | ----------------------- | ----------- | --------- |
| 2016 | Mikhail Kukushkin       | Steven Diez | 6–3, 6–3  |
| 2015 | Daniel Muñoz de la Nava | Radu Albot  | 6–0, 6–1  |

### Dobles
| Año  | Campeones                       | Finalistas                        | Resultado |
| ---- | ------------------------------- | --------------------------------- | --------- |
| 2016 | Facundo Argüello Roberto Maytín | Aleksandre Metreveli Dmitry Popko | 6–2, 7–5  |
| 2015 | Renzo Olivo Horacio Zeballos    | Julio Peralta Matt Seeberger      | 7–5, 6–3  |